# Peter Filler
Peter Filler (geboren am 12. Juni 1949 in Dermbach; gestorben am 14. Juli 2021 in Leimbach) war ein deutscher Fußballspieler.
Er begann mit dem Fußballspiel im Jahr 1962 in Wiesenthal (Thüringen). Im Jahr 1964 wechselte er zu Kali Werra Tiefenort   und schaffte im Jahr 1967 mit dieser Mannschaft nach seinem Wechsel in die erste Herren-Mannschaft auch den Aufstieg in die DDR-Liga. Für ein Jahr ging er zum FC Rot-Weiß Erfurt und spielte an neun Spieltagen in der Saison 1969/1970 in der höchsten Spielklasse der DDR, der Oberliga. Anschließend kehrte er zu Kali Werra Tiefenort zurück. Als er im Jahr 1971 zum Grundwehrdienst in der NVA eingezogen wurde, ging er zur „Matrosenelf“ Vorwärts Stralsund; mit diesem Team spielte er 18 Spieltage in der Saison 1971/1972 erneut in der Oberliga; er blieb bis 1973 in Stralsund. Nach dem Wehrdienst kehrte er im Jahr 1973 nach Tiefenort zurück und spielte dort bis 1976. Danach wechselte er zu Aktivist Leimbach.